# Principado da Grande Pérmia
```
   |-
       | 
Erro:
:  
valor não especificado para "
continente
"
```

O Principado da Grande Pérmia (em cómi: Ыджыт Перем öксуму ou Чердін öксуму; em russo:  Великопермское княжество, transl. Velikopermskoye knyazhestvo) surgiu como uma entidade feudal cómi independente nos séculos XIV e XV, com o enfraquecimento do jugo exercido pela República da Novogárdia. Manteve este grau de autonomia durante o período em que foi dominado pelo Grão-Ducado de Moscou, porém eventualmente acabou sendo absorvido pelo domínio moscovita em 1505.